# كاليب بانكس
كاليب بانكس (18 سبتمبر 1659 - 13 سبتمبر 1696) هو سياسي إنجليزي جلس في مجلس العموم بين 1685 و1696. تزوج إليزابيث فورتري، ابنة صموئيل فورتري ولكن لم يكن هناك أطفال، مما أدى إلى انقراض سلالة والده.